# Давыденко, Нина Степановна
Нина Степановна Давыденко (8 мая 1933, Витебск — 15 марта 2024, Минск) — советская белорусская артистка балета и педагог, Заслуженная артистка Белорусской ССР (1955), Народная артистка Белорусской ССР (1964).

## Биография
Родилась 8 мая 1933 года в Витебске.
Детство девочки прошло в переездах в разных городах, что было связано с государственной службой отца — Степана Давыденко. В 1933 году он находился на учёбе в Ленинграде. В 1937 году семья жила в Ростов-на-Дону, а в 1940 году переехала в Москву, где отец Нины работал в наркомате Военно-морских сил.
В 1939 году в Ростове-на-Дону мама привела дочку на торжественный утренник; увиденные там Ниной танцы произвели на неё сильное впечатление. В 1943 году она сдала вступительные экзамены в Московское хореографическое училище (ныне Московская академия хореографии), которое незадолго до того вернулось из эвакуации. Уже во время учёбы Нина Давыденко танцевала в спектаклях советских хореографов Асафа Мессерера и Касьяна Голейзовского. В числе её однокурсников были будущие народные артисты СССР Марина Кондратьева и Николай Фадеечев. По окончании училища, по распределению, в 1951 году Нина Степановна была направлена в Государственный театр оперы и балета Белорусской ССР (ныне Большой театр Беларуси), на сцене которого танцевала более двух десятилетий.
Уже в 1953 году балерина получила главную партию Ларисы в постановке «Повесть о любви» Василия Золотарёва. Эта работа открыла ей дорогу к вершинам своего творчества. В дальнейшем Нина Давыденко исполнила ведущие партии в трёх балетах Чайковского: «Лебединое озеро» (Одетта-Одиллия), «Щелкунчик» (Маша) и «Спящая красавица» (Аврора). В 1955 году, уже став солисткой балета, была удостоена звания заслуженной артистки Белорусской ССР, а в 1964 году — народной. В 1957 году была удостоена премии Всесоюзного конкурса артистов балета. С 1963 года являлась членом КПСС.
В 1973 году Нина Степановна Давыденко завершила карьеру танцовщицы, но не ушла из балета. Следующие десять лет работала педагогом-репетитором в родном коллективе — Большом театре Беларуси, затем занимала ту же должность в Театре музыкальной комедии. Одной из знаменитых её учениц является народная артистка Беларуси Инесса Душкевич. С августа 1977 по март 1978 работала в Минском институте культуры старшим преподавателем, а затем заведующей кафедры хореографии.
С 1988 по 2000 год — художественный руководитель студии классического танца «Арабеск» Республиканского дворца культуры профсоюзов. Одновременно предавала в Академии музыки, с 1995 по 2003 год являлась репетитором по балету фольклор-театра «Госціца».
С 2003 года и до последних дней жизни — преподаватель классического танца в Белорусской хореографической гимназии-колледже.
Скончалась 15 марта 2024 года на 91-м году жизни. Похоронена на Северном кладбище Минска.